# 후리하타 아이
후리하타 아이(일본어: 降幡 愛 ふりはた あい[*], 1994년 2월 19일 ~ )는 일본의 여성 성우. 나가노현 출신. 아크로스 엔터테인먼트 소속. 러브라이브 선샤인의 쿠로사와 루비의 성우이다.

## 필모그래피
- 극장판 누구를 위한 알케미스트
- 러브 라이브! 선샤인!! 더 스쿨 아이돌 무비 오버 더 레인보우